# Verkförteckning för Antonín Dvořák

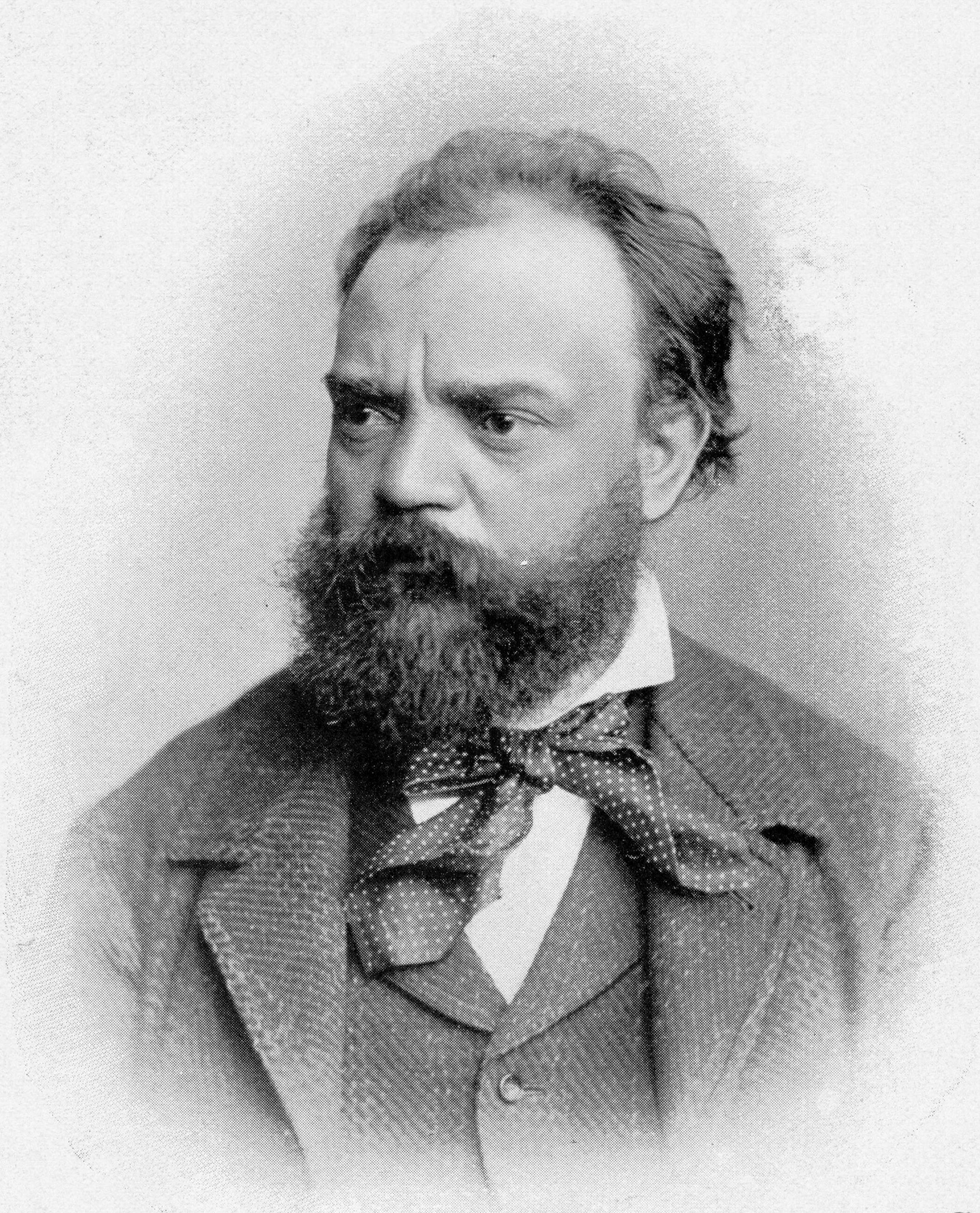
Dvořák på ett porträtt från 1882

Detta är en förteckning över Antonín Dvořáks verk.
Opusnumreringen för Dvořáks verk är ofullständig och missvisande. Därför anges även numreringen enligt Jarmil Burghauser, betecknad med B. 
Årtalen anger verkens tillkomsttid och åtföljs i förekommande fall av tiden för deras uruppförande. 

## Vokalverk

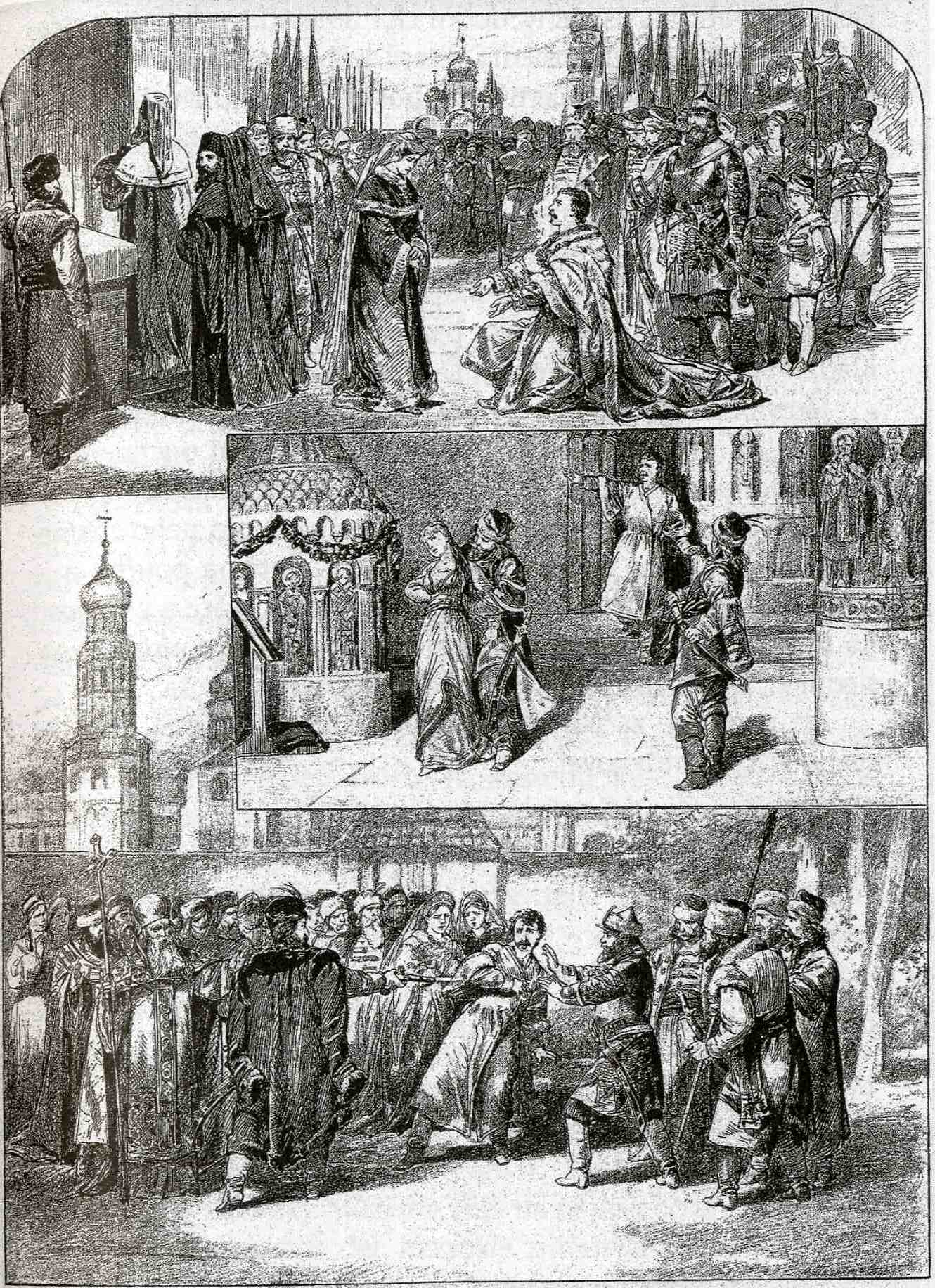
Scener ur operan Dimitrij. Av Emil Zillich i Světozor Journal 1883.

### Operor
- Alfred. B 16. Text: Theodor Körner. 1870, uruppförande: 1938.
- Kungen och kolaren (Král a uhliř). B 21. Text Bernhard J Lobeský (= B Guldener). 1871, uruppförande: 1929.
- Kungen och kolaren (Král a uhliř). Op 14, b 21. Text: B Guldener och J Novotný. 1874, 1881, 1887, uruppförande: 1874.
- Tjockskallarna (Tvrdé palice). Op 17, B 46. Text: Josef Štolba. 1874, uruppförande: 1881.
- Vanda. Op 25, B 46. Text: Václav Beneš Šumavsky. 1875, uruppförande: 1878.
- Den listige bonden (Šelma sedlák). Op 37, B 67. Text: Josef Otakar Veselý. 1877, uruppförande: 1878.
- Dimitrij. Op 64, B 127, 186. Text: Marie Červinková-Riegrová. 1887—88, omarbetning 1897, uruppförande: 1882.
- Jakobinen. Op 84, B 27, 102, 135. Text: Marie Červinková-Riegrová. 1887—88, omarbetning 1897, uruppförande: 1889.
- Djävulen och Katja (Čert a Káča). Op 112, B 201. Text: Adolf Wenig. 1898-99, uruppförande: 1899.
- Rusalka. Op 114, B 203. Text: Jaroslav Kvapil. 1900, uruppförande: 1901.
- Armida. Op 115, B 206. Text: Jaroslav Vrchlický. 1902—03, uruppförande: 1904.

### Skådespelsmusik
- Josef Kajetán Tyl. Op 62, B 125. Text: F F Šamberk. 1881-82. uruppförande: 1882.

### Oratorier, kantater, mässor
- Hymnus "Det vita bergets arvingar" (Hymnus "Dêdicové Bílé hory"). Op 30, B 27, 102, 135. Text: Vítêzslav Hálek. 1872, omarbetad 1880, 1885, uruppförande: 1873.
- Stabat mater. Op 58, B 71. Text: Iacopone da Todi. 1876-77, uruppförande: 1880.
- Psalm 149 (Žalm 149). Op 49, B 91, 154. Biblisk text. 1879, omarbetad 1887, uruppförande: 1879.
- Spökbruden (Svatební košile). Op 69, B 135. Text: Karel Jaromír Erben.1884, uruppförande: 1885.
- Den heliga Ludmila (Svartá Ludmila). Op 71, B 144. Text: Jaroslav Vrchlický. 1885-86, uruppförande: 1886.
- Mässa i D-dur (Mše D-dur). Op 86, B 135,175. Liturgisk text. 1887, orkesterversion 1892, uruppförande: 1887.
- Requiem. Op 89, B 165. Liturgiskt text. 1890, uruppförande: 1891.
- Te Deum. Op 103, B 176. 1892, uruppförande: 1895.
- The American Flag (Americký prapor). Op 102, B 177. 1892-93, uruppförande: 1895.
- Festsång (Slavostni zpêv). Op 113, B 202. Text: Jaroslav Vrchlický. 1900, uruppförande: 1900.

### Sånger för en röst och piano
- Cypresser (Cypřiše). 18 sånger. B 11. Text: Gustav Pfleger-Moravský. 1865.
- Två sånger för baryton. B 13. Text: Adolf Heyduk. 1865.
- 5 sånger till texter av Eliska Krásnohorská. B 23. 1871.
- Das Waisenkind. Rosmarin (Sirotek. Rozmarýna). två ballader till texter av Karel Jaromír Erben. B 24. 1871.
- Fyra sånger till serbisk folkdiktning. Op 6, B 28. 1872.
- 6 sånger ur "Königshofer Handschrift". Op 7, B 30. 1872.
- 12 aftonsånger (Večerní písnê). Op 3, 9, 31, B 61. Text: Vítêzslav Hálek. 1876-81.
- Tre nygrekiska dikter. Översättning: V B Nebeský. Op 50, B 84. 1878.
- Zigenarmelodier (Cigánské melodie). 7 sånger till text av Adolf Heyduk. Op 55, B 104. 1880.
- Fyra sånger till text av Gustav Pfleger-Moravský. Op 2, B 124. 1882.
- Två sånger till folkpoesi. B 141. 1885.
- I folkton (V národnim tónu). 4 sånger. Op 73, B 146. 1886.
- Fyra sånger till text av Ottilie Malybrock-Stieler. Op 82, B 157. 1887-88.
- Kärlekssånger (Pìsnê milostné). 8 sånger till text av Gustav Pfleger-Moravský. Op 83, B 160. 1888.
- Bibliska sånger (Biblické Písnê). 10 sånger till psalmer ur Gamla testamentet. Op 99, B 185. 1894.
- Vaggvisa (Ukolébavka). B 194. Text: F L Jelinka. 1895.
- Flyg, gnistor, flyg (Srši jiskry srší). B 204. Text: Svatopluk Čech. 1901.

### Sånger för en röst och orgel
- Ave Maria. Op 19 b, B 68. 1877.
- Hymnus till Helga Trefaldighet. B 82. 1878.
- Ave Maria Stella. Op 19 b, B 95. 1879.

### Duetter

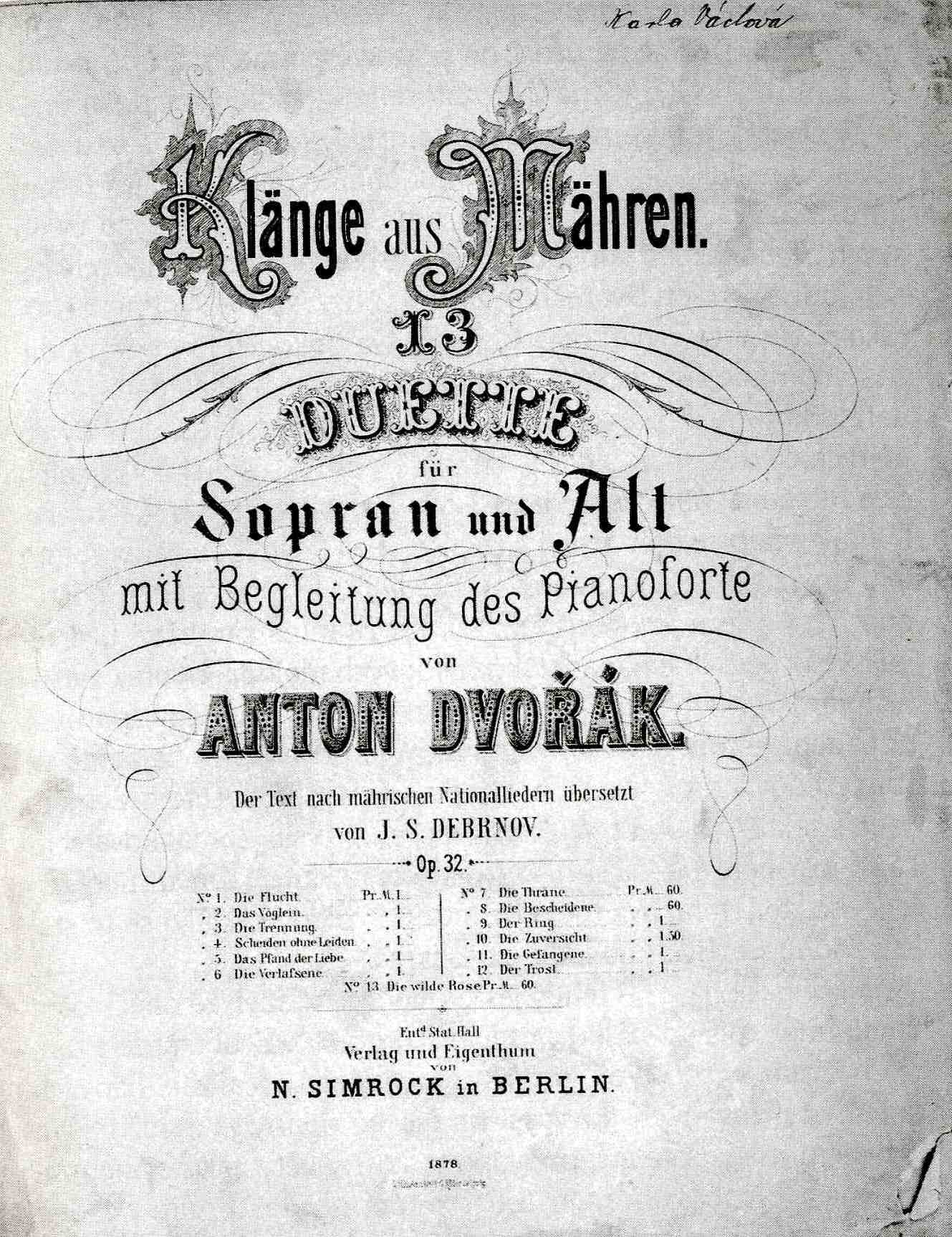
Nothäfte med Klanger från Mähren

- Klanger från Mähren (Moravské dvojzpêvy) för sopran, tenor och piano. 4 duetter till folkpoesi. Op 20, B 50. 1875.
- Klanger från Mähren (Moravské dvojzpêvy) för sopran, alt och piano. 13 duetter till folkpoesi. Op 29, 32, B 60, 62. 1876.
- Klanger från Mähren (Moravské dvojzpêvy) för sopran, alt och piano. 4 duetter till folkpoesi. Op 38, B 69. 1877. (Samlingsutgáva av alla duetterna. B 50, 60, 62, 69, 118.)
- O sanctissima. För alt, baryton och orgel. B 95 a. 1879.
- Barnvisa (Sêtska piseň) för två röster utan ackompanjemang. B 113. Text: Stepan Bačkora. 1880.
- Där pá vårt tak (Na tejnešj střeše) för sopran, alt och piano. B 118. Folkpoesi. 1881.

### Sång för manskör
- Tre körsånger för mansröster. Folkpoesi och text av Adolf Heyduk. B 66. 1877.
- Tschechischer Liederstrauss (Kytice z českých písní). Fyra körsånger till folkpoesi. Op 41, B 72. 1877.
- Tschechenlied (Piseň Čecha). B 73. Text: Fr Jaroslav Vacek-Kamenický. 1877.
- Aus dem slawischen Liederstrauss (Z Kytice národních písní slovanských). 3 körsånger. Op 43, B 76. 1877-78.
- Fem körsånger efter texter till litauiska folkvisor. Op 27, B 87. 1878.

### Sång för damkör
- Klanger frán Mähren (Moravské dvojzpêvy). 5 körsånger för fyra damröster utan ackompanjemang. B 107. 1880.

### Sång för blandad kör
- Fyra körsånger. Op 29, B 59. Texter: Adolf Heyduk och folkpoesi. 1876.
- I naturen (V přirodê). 5 körsånger. Op 63, B 126. Text: Vitêzslav Hálek. 1882.
- De tjeckiska lantmännens hymn (Hymna cêského rolinctva). Med orkester. Op 28, B 143. Text: Karel Pippich. 1885.

## Orkesterverk

### Symfonier
- Symfoni nr 1 i c-moll. Klockorna i Zlonice (Zlonické zvony). B 9. 1865, uruppförande: 1936.
- Symfoni nr 2 i B-dur. Op 4, B 12. 1865, uruppförande: 1888.
- Symfoni nr 3 i Ess-dur. Op 10, B 34. 1873, uruppförande: 1874.
- Symfoni nr 4 i d-moll. Op 13, B 41. 1875, uruppförande: 1879.
- Symfoni nr 6 i D-dur. Op 60, B 112. 1880, uruppförande: 1881.
- Symfoni nr 7 i d-moll. Op 70, B 141. 1884-85, uruppförande: 1885.
- Symfoni nr 8 i G-dur. Op 88, B 165. 1889, uruppförande: 1890.
- Symfoni nr 9 i e-moll. Frán Nya världen (Z Nového svêta). Op 95, B 178. 1893, uruppförande: 1893.

### Symfoniska dikter och rapsodier

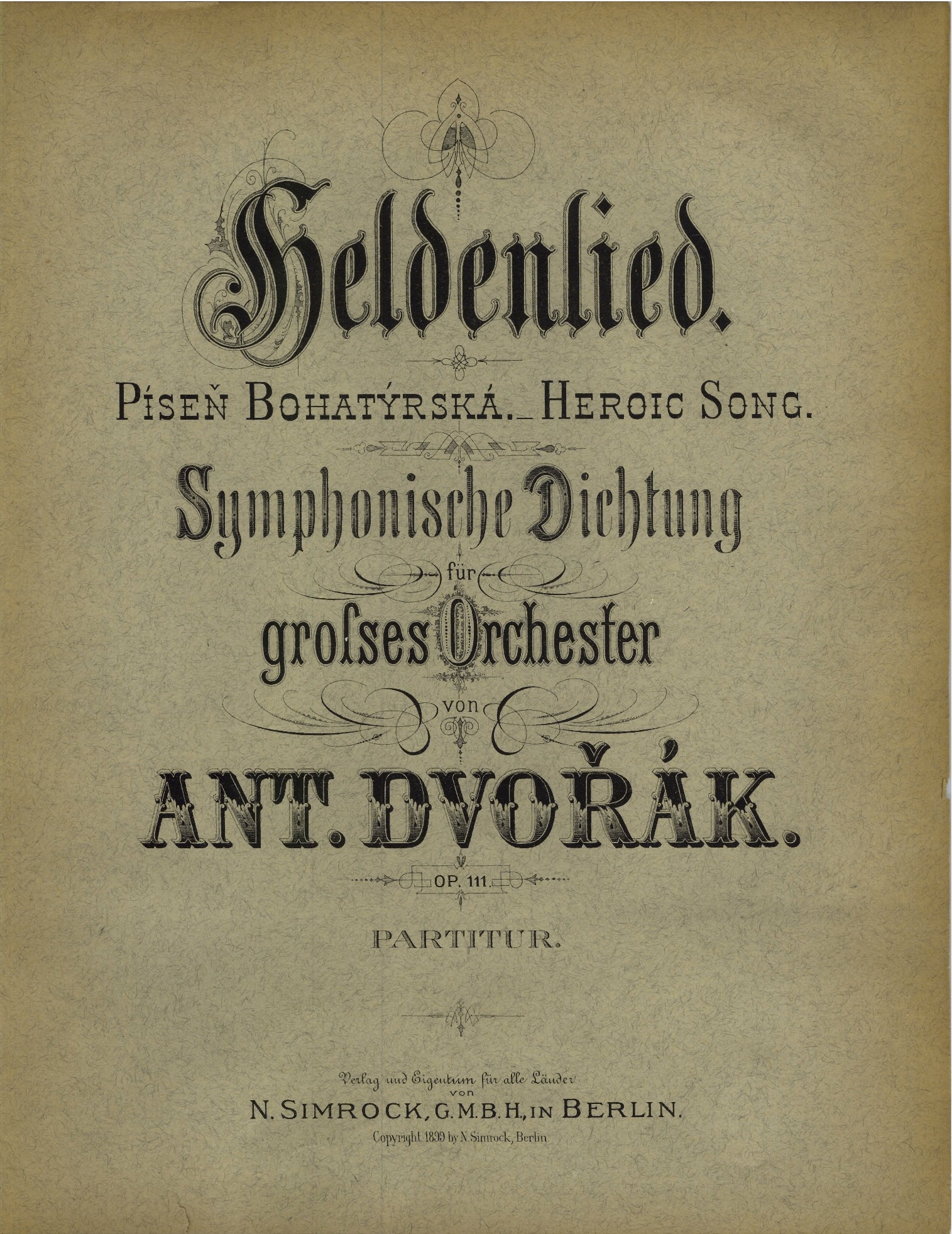
Nothäfte med Heldenlied

- Rapsodi i a-moll. Op 15, B 44. 1874, uruppförande: 1894.
- Slovenska rapsodier (Slovanské rapsodie) i D-dur, g-moll, Ass-dur. Op 45, B 86. 1878. uruppförande: D-dur och g-moll 1878 Ass-dur 1879.
- Vattumannen (Vodnik). Symfonisk dikt efter ballad av Karel Jaromír Erben. Op 109, B 195. 1896, uruppförande: 1896.
- Middagshäxan (Polednice). Symfonisk dikt efter ballad av Karel Jaromír Erben. Op 108, B 196. 1896, uruppförande: 1896.
- Den gyllene spinnrocken (Zlatý kolovrat). Symfonisk dikt efter ballad av Karel Jaromír Erben. Op 109, B 197. 1896, uruppförande: 1896.
- Skogsduvan (Holoubek). Symfonisk dikt efter ballad av Karel Jaromír Erben. Op 110, B 198. 1896, uruppförande: 1898.
- Heldenlied (Píseň bokhatýrská). Symfonisk dikt. Op 111, B 199. 1897, uruppförande: 1898.

### Konserter och konsertstycken
- Romanze i f-moll för violin och orkester. Op 11, B 39. 1877.
- Konsert i g-moll för piano och orkester. Op 33, B 76. uruppförande: 1878.
- Mazurek i e-moll för violin och orkester. Op 49, B 90. 1879.
- Konsert i a-moll för violin och orkester. Op 53, B 96. 1879-80, omarbetad 1882, uruppförande: 1883.
- Rondo i g-moll för violoncell och orkester. Op 94, B 181. 1893.
- Waldesruhe (Klid) för violoncell och orkester. Op 68 nr 5, B 182. 1893.
- Konsert i h-moll för violoncell och orkester. Op 104, B 191. 1894-95, uruppförande: 1896.

### Serenader, sviter
- Serenad i E-dur för stråkorkester. Op 22, B 52. 1875, uruppförande: 1876.
- Serenad i d-moll för biåsinstrument, violoncell och konstrabas. Op 44, B 77. 1878, uruppförande: 1878.
- Tjeckisk svit i D-dur (Česká suita) för liten orkester. Op 39, B 93. 1879, uruppförande: 1879.
- Svit i A-dur. Op 98, B 190. 1895, uruppförande: 1910.

### Uvertyrer
- Dramatische Ouvertüre, även kallad Tragische Ouvertüre till operan Alfred. B 16. 1870.
- Uvertyr till Vanda. Op 25, B 97. 1879.
- Uvertyr till Dimitrij. B 127 a. 1882.
- Min hembygd (Domov můj). Uvertyr till Josef Kajetán Tyl. op 62, B 125 a. 1882.
- Hussitisk uvertyr (Husitská). Op 67, B 132. 1883.
- Dramatisk uvertyr. Op 67, B 132. 1883, uruppförande: 1884.
- I naturen (V přirodé). Konsertuvertyr. Op 91, B 168. 1891, uruppförande: 1892.
- Carneval. Konsertuvertyr. Op 92, B 169. 1891, uruppförande: 1892.
- Othello. Konsertuvertyr. Op 93, B 174. 1891-92. uruppförande: 1892.

### Danser och marscher

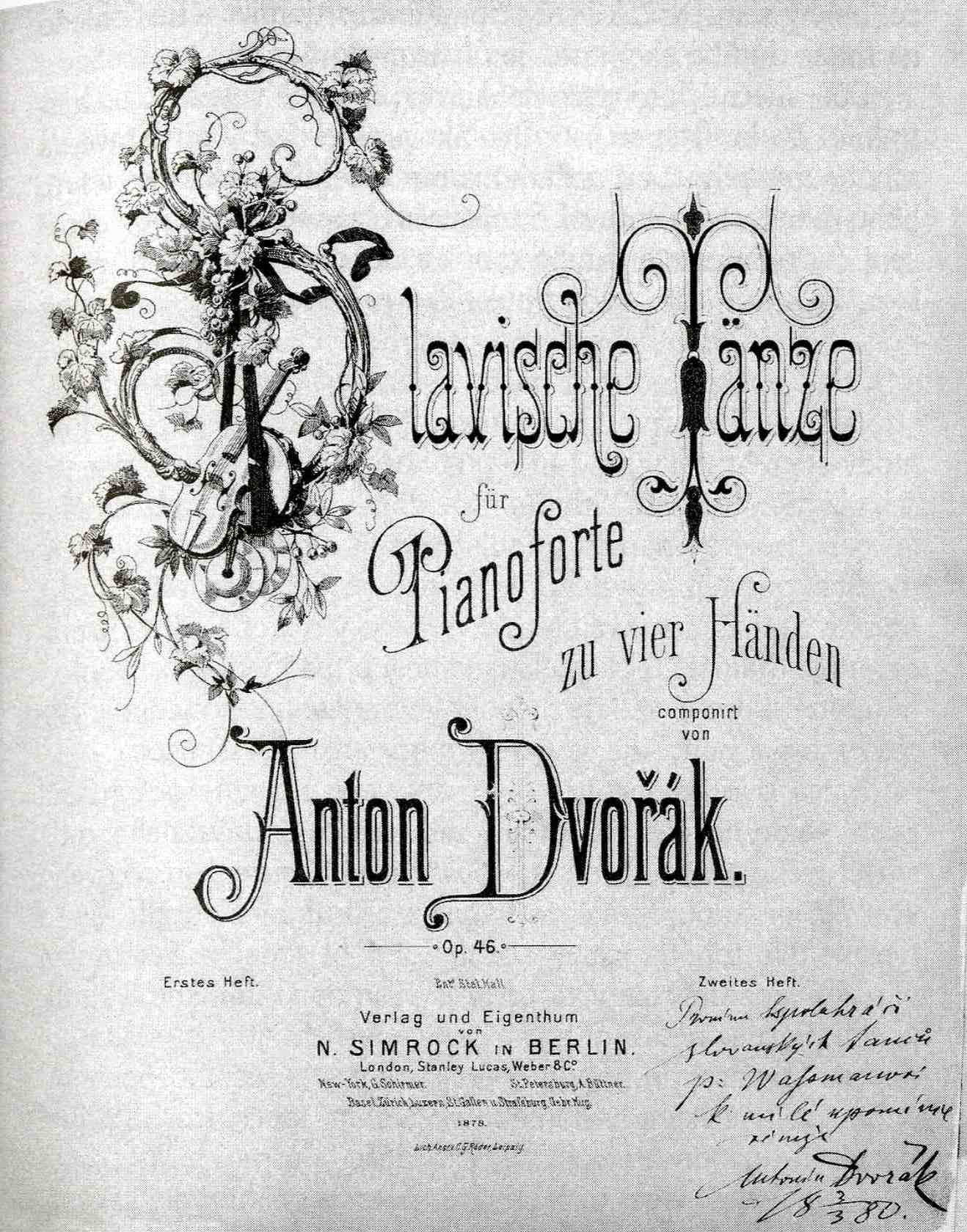
Nothäfte med Slaviska danser

- Slaviska danser (Slovanské tance). Första serien: C-dur, e-moll, Ass-dur, F-dur, A-dur, D-dur, c-moll, g-moll. Op 46, B 83. 1878 uruppförande: 1878.
- Festmarsch (Slavnostní pochod). B 88. 1879.
- Prager Walzer (Pražské valčíky). B 99. 1879.
- Polonaise i Ess-dur. B 100. 1879.
- Polka för Prags akademiker (Pražským akademikům). B 114. 1880.
- Slaviska danser (Slovanské tance). Andra serien: H-dur, e-moll, F-dur, Dess-dur, b-moll, B-dur, C-dur, Ass-dur. Op 72, B 147 1886-87, uruppförande: 1887.

### Diverse orkesterverk
- Mellanaktsmusik (Meziaktni skladby) för liten orkester B 15 1867.
- Nocturno i H-dur för stråkorkester. Op 40, B 47. 1872, uruppförande: 1883.
- Legender i d-moll, G-dur, g-moll, C-dur, Ass-dur, ciss-moll, A-dur, F-dur, D-dur, b-moll. Op 59, B 122. 1881.
- Symfoniska variationer. Op 78. B 70. 1877, uruppförande: 1877.
- Scherzo capriccioso. op 66, B 131. 1883, uruppförande: 1884.

## Kammarmusik

### Sextett
- Stråksextett i A-dur. Op 48, B 80. 1878, uruppförande: 1879.

### Kvintetter
- Stråkkvintett i a-moll. Op 1, B 7. 1861, uruppförande: 1921.
- Pianokvintett i A-dur. Op 5, B 28. 1872, uruppförande: 1872.
- Stråkkvintett i G-dur (med kontrabas). Op 77, B 49. 1875, uruppförande: 1876.
- Pianokvintett i A-dur, op 81, B 155. 1887, uruppförande: 1888.
- Stråkkvintett i Ess-dur. Op 97, B 180. 1891, uruppförande: 1894.

### Kvartetter
- Stråkkvartett i A-dur. Op 2, B 8. 1862, uruppförande: 1888.
- Stråkkvartett i B-dur. B 17. 1869 (?)
- Stråkkvartett i D-dur. B 18. 1870 (?)
- Stråkkvartett i c-moll. B 19. 1870 (?)
- Stråkkvartett i f-moll. B 37. 1873, uruppförande: 1930.
- Stråkkvartett i a-moll. Op 12, B 40. 1873.
- Stråkkvartett i a-moll. Op 16, B 45. 1874, uruppförande: 1875.
- Stråkkvartett i E-dur. Op 80, B 57. 1876, uruppförande: 1890.
- Stråkkvartett i d-moll. Op 34, B 75. 1877, uruppförande: 1882.
- Stråkkvartett i Ess-dur. Op 51, B 92. 1878- 79, uruppförande: 1879.
- Stråkkvartett i C-dur. Op 61, B 121. 1881, uruppförande: 1882.
- Stråkkvartett i F-dur. Op 96, B 179. 1893, uruppförande: 1894.
- Stråkkvartett i G-dur. Op 106, B 192. 1895, uruppförande: 1896.
- Stråkkvartett i Ass-dur. Op 105, B 195. 1895, uruppförande: 1897.
- Zypressen (12 stycken). B 152. 1887.
- Pianokvartett i D-dur. Op 23, B 53. 1875, uruppförande: 1880.
- Pianokvartett i Ess-dur. Op 87, B 162. 1889, uruppförande: 1890.
- Bagateller (Malickosti) för två violiner, violoncell och harmonium. Op 47, B 79. 1878, uruppförande: 1879.

### Trios
- Pianotrio i B-dur. Op 21, B 51. 1875, uruppförande: 1877.
- Pianotrio i g-moll. Op 26, B 56. 1876, uruppförande: 1879.
- Pianotrio i f-moll. op 65, B 130. 1883, uruppförande: 1883.
- Terzett i C-dur för två violiner och violoncell. Op 74, B 148. 1887, uruppförande: 1887.
- Bagateller (Drobnosti) för två violiner och violoncell. Op 75 a, B 149. 1887, uruppförande: 1938.
- Gavott för tre violiner. B 164. 1890.
- Dumky. Trio för piano, violin och violoncell. Op 90, B 166. 1890-91, uruppförande: 1891.

### Violin och piano
- Romanze i f-moll. Op 11, B 38. 1873 - 77.
- Nocturno i H-dur. Op 40, B 48. 1875-83.
- Capriccio. B 81. 1878.
- Mazurek. Op 49, B 89. 1879.
- Sonat i F-dur. Op 57, B 106. 1880.
- Ballad i d-moll. Op 15 nr 1. B 139. 1884.
- Romantische Stücke (Romantické kusy). 4 stycken Op 75 B 150 1887, uruppförande: 1887.	'
- Sonatin i G-dur. Op 100, B 183. 1893.

### Violoncell och piano
- Konsert i A-dur. B 10. 1865.
- Polonaise i A-dur. B 94. 1879, uruppförande: 1879.
- Rondo i g-moll. Op 94, B 171, uruppförande: 1892.
- Waldesruhe (Klid). Op 68 nr 5, B 173, 1871.

### Piano solo
- Polka pomněnka i C dur. B 1. 1856.
- Polka i E dur. B 3. 1860.
- Två menuetter. Op 28, B 58. 1876.
- Dumka i d-moll. Op 35, B 64. 1876.
- Tema con variazioni. Op 36. B 65. 1876.
- Skotska danser (Škotské tance). Op 41, B 74. 1877.
- Furianter i D-dur och F-dur. Op 42, B 85. 1878.
- Silhuetter. 12 stycken. Op 8, B 98. 1879.
- Valser i A-dur, a-moll, E-dur, Dess-dur, B-dur, F-dur, d-moll, Ess-dur. Op 54, B 101. 1880.
- Ekloger i F-dur, D-dur, G-dur, E-dur. op 56, B 103. 1880.
- Albumblad (Lítsky do památníku), 1–4. B 109. 1880.
- Pianostycken (Impromptu, Intermezzo, Gigue, Eclogue, Allegro molto, Tempo di marcia). Op 52, B 110. 1880.
- Mazurkor i Ass-dur, C-dur, B-dur, d-moll, F-dur, h-moll. Op 56 B 111. 1880.
- Moderato i A-dur. B 116. 1881.
- Fråga (Otázka). B 128”. 1882.
- Impromptu i d-moll. B 129. 1883.
- Dumka och Furiant. Op 12, B 136/137. 1884.
- Humoresk i fiss-dur. B 138. 1884.
- Två små pärlor (Dvê perličky). Zum Reigen, Grossvater tanzt mit Grossmutter. B 156. 1887.
- Albumblad (Lístek do památníku). B 158. 1888.
- Poetiska stämningsbilder (Poetické nálady). Nächtlicher Weg, Tändelei, Auf der Alten Burg, Frühlingslied, Bauernballade, Klagendes Gedenken, Furiant, Koboldstanz, Serenade, Bacchanale, Plauderei, Am Heldengrab, Am heiligen Berg. Op 85, B 161. 1889.
- Svit i A-dur. Op 98, B 184. 1894.
- Humoresker i e-moll, H-dur, Ass-dur, F-dur, a-moll, H-dur, Gess-dur, b-moll. Op 101, B 187. 1894.
- Berceuse och Capriccio. B 188. 1894.

### Piano fyrhändigt
- Nocturne i B dur. Op. 40, B 48b. 1875
- Slaviska danser (Slovanské tance). Första serien (se under 2 f) Op 46, B 78. 1878.
- Legender (se under 2 g). Op 59, B 117. 1880–81.
- Aus dem Böhmerwald (Ze Šumavy). Sex karaktärsstycken (In den Spinnstuben, Am Schwarzen See, Walpurgisnacht, Auf dem Anstand, Waldesruhe, Aus stürmischen Zeiten). Op 68, B 133 1884.
- Slaviska danser (Slovanské tance). Andra serien (se under Danser och marscher). Op 72, B 145. 1886.